# Harald Dobernig
Harald Dobernig (* 3. September 1980 in Klagenfurt) ist ein ehemaliger österreichischer Politiker des BZÖ, der dreimal wegen Untreue zu einer Freiheitsstrafe verurteilt wurde. Er war von Oktober 2008 bis März 2013 Landesrat in Kärnten.

## Ausbildung und politische Laufbahn
Dobernig studierte nach der Matura an der Universität Klagenfurt Betriebswirtschaft und schloss das Studium 2003 ab. Nach einem Traineeprogramm bei der Hypo-Alpe-Adria-Bank in Klagenfurt trat er 2004 ins Büro von Landeshauptmann Jörg Haider ein, 2005 wurde er Büroleiter. In dieser Zeit übernahm er mehrere Aufsichtsratsmandate in landeseigenen Gesellschaften. Dobernig exekutierte für Haider auch dessen finanzpolitischen Geschäfte mit der Hypo-Alpe-Adria-Bank und war die Kontaktperson der Kärntner Regierungskoalition zum Finanzinvestor Tilo Berlin.
Daneben engagierte er sich in Maria Saal und im Bezirk Klagenfurt-Land für das BZÖ. Im Oktober 2008 wurde er Landesrat für Finanzen in der Landesregierung Dörfler I. Sein Ressort umfasste die Agenden Finanzen, Wirtschaft, die Landesgesellschaften, Kultur, sowie im Einvernehmen mit LHStv. Reinhart Rohr Personal und Sonderbedarfszuweisungen. Ab November 2008 war er stellvertretender Landesparteiobmann des damaligen BZÖ und ist jetzt nach der Trennung der Freiheitlichen in Kärnten (FPK) vom BZÖ am 16. Dezember 2009 weiter in derselben Funktion bei den FPK tätig.
Bei den Landtagswahlen 2009 in Kärnten wurde Harald Dobernig – damals noch als Kandidat des BZÖ – erneut in den Kärntner Landtag entsandt und danach abermals zum Landesrat in der Kärntner Landesregierung bestellt. In der Landesregierung Dörfler II umfasst Dobernigs Ressort wieder Finanzen und Kultur/Volkskultur/Brauchtum sowie Personal bzw. Sonderbedarfszuweisungen.
Von April 2010 bis August 2012 war Harald Dobernig auch Bezirksparteiobmann-Stellvertreter der Freiheitlichen in Klagenfurt-Land unter Bezirksobmann Bürgermeister Adolf Stark.
Am 20. August 2012 wurde Dobernig von Bezirksobmann Adolf Stark als geschäftsführender Bezirksobmann eingesetzt.
Am 25. März 2013 erklärte Dobernig auf sein Mandat im Kärntner Landtag zu verzichten, wodurch das FPK Klubstärke erhielt. Dobernig selbst wurde die Aufnahme in den FPK-Klub verweigert, da er für den neuen Parteichef Christian Ragger als einer der Hauptverantwortlichen für die Stimmenverluste bei der Kärntner Landtagswahl am 3. März 2013 galt. Dobernig wies Gerüchte zurück, wonach er sich für den Verzicht 200.000 € von der FPK bezahlen hat lassen. Im April 2019 kündigte er jedoch an die Kärntner FPÖ auf Zahlung von 200.000 Euro zu verklagen, die ihm laut seiner Aussage als Gegenleistung für den Verzicht auf sein Abgeordnetenmandat von der Partei versprochen wurden. Im August 2019 bestätigte das Landesgericht Klagenfurt den Eingang der Klage. Jedoch beträgt die eingeklagte Summe nur 26.000 €. Seitens der FPÖ wird die Forderung bestritten.

## Aussage beim Festkonzert des Kärntner Abwehrkämpferbundes
Am 6. Oktober 2012 hielt Dobernig bei einem Festkonzert des Kärntner Abwehrkämpferbundes eine umstrittene Rede, in der er die Lösung im sogenannten Ortstafelstreit eine Einstiegsdroge nannte und der slowenischen Volksgruppe in Kärnten absprach, „echte Kärntner“ zu sein. Einen Tag später erklärte Dobernig im ORF, dass er nie bestritten habe, „dass Slowenischsprachige echte Kärntner sind“, und bekräftigte zugleich seine Formulierung von den zweisprachigen Ortstafeln als „Einstiegsdroge“, da es von slowenischer Seite immer weitere Forderungen gebe. Er bereue seine Äußerungen nicht, da er glaube, keine Aussage getätigt zu haben, „die jemanden verletzten hätte können.“
Dobernigs Aussagen wurden am folgenden Tag von den meisten Parteien und auch von Slowenenvertretern kritisiert. So bezeichnete Kärntens SPÖ-Landesparteivorsitzender Peter Kaiser sie als „erschreckend“, der Grünen-Landtagsabgeordnete Rolf Holub kritisierte sie als „furchtbar scheußlich und völlig jenseitig“ und Staatssekretär Josef Ostermayer beschrieb sie als schlichtweg „menschenverachtend“. Der österreichische Verteidigungsminister Norbert Darabos befand Dobernig für „rücktrittsreif“. Derartige „Provokationen“ gegenüber einer Volksgruppe hätten „in einer Demokratie nichts verloren“, aber „leider […] bei den Freiheitlichen seit Haider Tradition.“
Aleksander Geržina, der Botschafter Sloweniens in Wien, sagte dazu: „Dobernig und seine Kampftruppe verbreiten das Gedankengut einer Massenbewegung, die in den 30er-Jahren erfolgreich war“.
Daraufhin forderte der FPK Chef Kurt Scheuch eine sofortige Entschuldigung des Botschafters und erklärte ihn für rücktrittsreif, der Vergleich mit einer Partei aus den dreißiger Jahren sei „wohl die größte Frechheit, die sich ein offizieller Vertreter eines anderen Landes gegenüber der stimmenstärksten Partei in Kärnten leisten kann.“
Mehrere österreichische Medien mokierten sich angesichts seiner Äußerungen und seiner Klage, dass „[m]an [...] bereits den Eindruck [hat], dass in Kärnten mehr Slowenen als richtige Kärntner leben“, über die nordslowenische Herkunft von Dobernigs Familiennamen.
Gernot Darmann, Klubobmann der FPK, entgegnete auf die Kritik seitens der Medien, dass über Dobernigs Aussagen falsch berichtet worden sei. Die kolportierte Aussage, Angehörige der Volksgruppe seien keine echten Kärntner, sei nie gefallen. Die Medien hätten schlecht oder gar nicht recherchiert, und bis auf die Kleine Zeitung sei kein Medium anwesend gewesen. Es habe jedenfalls keine Verletzung der Volksgruppe gegeben. Vielmehr habe Dobernig radikale slowenische Funktionäre ermahnt, die auch nach der Ortstafellösung ständig neue und überzogene Forderungen erheben würden. Dem steht ein Porträt der Kleinen Zeitung gegenüber, in dem die Aussage, dass Dobernig Kärntner Slowenen für keine „echten Kärntner“ hält, explizit wiederholt wird.
Der Kärntner Landeshauptmann Gerhard Dörfler (ebenfalls FPK) widersprach Dobernig. Die Ortstafellösung sei keine „Einstiegsdroge“, sondern „signalisiert die Mitte der Brücke. Ich möchte mich bei der Volksgruppe entschuldigen.“

## Strafverfahren

### Verurteilung wegen Untreue
Am 22. Oktober 2015 gab die Wirtschafts- und Korruptionsstaatsanwaltschaft bekannt, dass sie eine Anklage gegen Dobernig und einen Sachverständigen wegen Untreue eingebracht hat. Ihm wurde Beitrag zur Untreue in der Causa Birnbacher zur Last gelegt, weil er sich aktiv an der Beauftragung von zusätzlichen Gutachten beteiligt hat. Ein Einspruch Dobernigs gegen die Anklage wurde vom Oberlandesgericht Graz zurückgewiesen. Der Prozess begann am 28. Juli 2016 am Landesgericht Klagenfurt. Am 30. September 2016, dem letzten Tag des Prozesses, legte Dobernig ein Teilgeständnis ab und wurde zu zwei Jahren Haft, davon acht Monate unbedingt, verurteilt. Dobernig nahm das Urteil an. Auch die Staatsanwaltschaft verzichtete auf eine Berufung. Ihm wurde eine elektronische Fußfessel bewilligt. Die Strafe trat er am 22. Dezember 2016 an. Nach Verbüßung von zwei Drittel seiner Strafe durfte Dobernig die Fußfessel am 2. Juni 2017 wieder ablegen.

### Broschüren-Affäre
Am 5. November 2013 gab die Wirtschafts- und Korruptionsstaatsanwaltschaft bekannt, dass gegen Dobernig, Uwe Scheuch, Gerhard Dörfler und Stefan Petzner Anklage in der sogenannten „Broschüren-Affäre“ wegen Untreue erhoben wird. Den Angeklagten wurde vorgeworfen, eine Werbebroschüre für den Wirtschaftsstandort Kärnten in leicht abgewandelter Form als Wahlkampfbroschüre des BZÖ im Landtagswahlkampf 2009 verwendet zu haben. Der Schaden soll laut Anklageschrift 219.000 Euro betragen haben. Im Jahre 2014 wurde die Anklage vom Oberlandesgericht Graz nach Einsprüchen der Verteidiger zurückgewiesen. Die Staatsanwaltschaft erneuerte jedoch nach Einholung eines Gutachtens des Sachverständigen Georg Jeitler die Anklage, wie sie am 2. November 2015 bekanntgab. Diese wurde rechtskräftig, da die Einsprüche der Beschuldigten diesmal vom Oberlandesgericht Graz zurückgewiesen wurden. In dem Prozess, der am 17. Jänner 2017 am Landesgericht Klagenfurt begann, bekannte sich Dobernig schuldig. Er wurde am 16. März 2017 zu einer Zusatzstrafe von vier Monaten bedingter Haft verurteilt. Dobernig nahm das Urteil an und bezeichnete das Strafausmaß als angemessen. Hinsichtlich des Privatbeteiligtenzuspruchs fand am 19. April 2018 eine Verhandlung vor dem Obersten Gerichtshof statt. Der Berufung über die privatrechtlichen Ansprüche wurde Folge gegeben und die Privatbeteiligte mit ihren Ansprüchen auf den Zivilrechtsweg verwiesen.

### Untreue im Wahlkampf
Am 13. Dezember 2018 wurde bekannt, dass Dobernig sich im Februar 2019 erneut in einem Strafverfahren wegen Untreue vor dem Landesgericht Klagenfurt verantworten muss. Ihm wurde vorgeworfen, dass er bei der Landtagswahl 2009 das Land Kärnten Schals im BZÖ-Design im Wert von 26.000 Euro hat zahlen lassen. Bei dem Verfahren am 1. März 2019 legte Dobernig ein Geständnis ab. Er wurde bedingt zu einem Monat Zusatzstrafe verurteilt. Außerdem muss er den Schaden von 26.000 Euro binnen zwei Wochen zurückzahlen. Dobernig sowie die Wirtschafts- und Korruptionsstaatsanwaltschaft verzichteten auf Rechtsmittel, wodurch das Urteil rechtskräftig wurde.